# 名取団
名取団（なとりだん）は、8世紀初めから10世紀まで日本の陸奥国（後の陸前国）名取郡に置かれた軍団である。正確な所在地は不明。9世紀以降は胆沢城の鎮守府の守備にあたった。

## 解説
軍団制は大宝元年（701年）の大宝令で実施された。初期の軍団の配置は不明だが、その当時陸奥国の国府が名取郡の郡山遺跡に所在したと推定されること、後述する2軍団時代に名取団が残された事からも、名取団が古くから置かれたと見るのが自然であろう。8世紀は蝦夷との戦争が激化した時代で、軍団兵士も当然それに参加したが、個々の軍団の活動について知られることはない。
9世紀については、文屋綿麻呂によって征夷が一段落してからの沿革がわかる。まず、弘仁2年（811年）に陸奥国の軍団兵士は4000人から2000人に減らされ、玉造団と名取団に1000人ずつ計2000人を残すのみとなった。
しかし、弘仁6年（815年）8月に陸奥国は4団4000人を増員し、あわせて6団6000人から6交代制で常時1000人の軍団兵士を駐屯地に置いた。名取団は北の玉造団・小田団とともに、胆沢城に400人と玉造塞に100人の守備兵を出したと推測される。これに符合して、胆沢城跡から出土した年代不明の漆紙文書に、柴田郡から徴発した人員の名簿がある。柴田郡は地理的な関係から名取団に属したと推定できるので、名簿は胆沢城に駐屯した名取団のものと考えられる。
後に玉造塞の守備は廃止されたがその時期は不明である。陸奥国の軍団は磐城団が増設されて7団7000人となり、承和10年（843年）に1000人を増員して7軍団に割りふった。名取団の増員後の兵力は不明だが、引き続き胆沢城の守備にあたった。
後、貞観11年（869年）3月15日に、名取団の大毅刑部本継が柴田郡権大領の阿倍陸奥永宗とともに外従五位下を授けられた。
10世紀に編まれた延喜式にも陸奥国に7団を置くことが規定されているが、その活動を直接裏付けるような史料はない。11世紀の前九年の役では軍団兵士の活動が見当たらず、この頃までに廃絶したかまったく形骸化したと考えられる。